# Toro-3

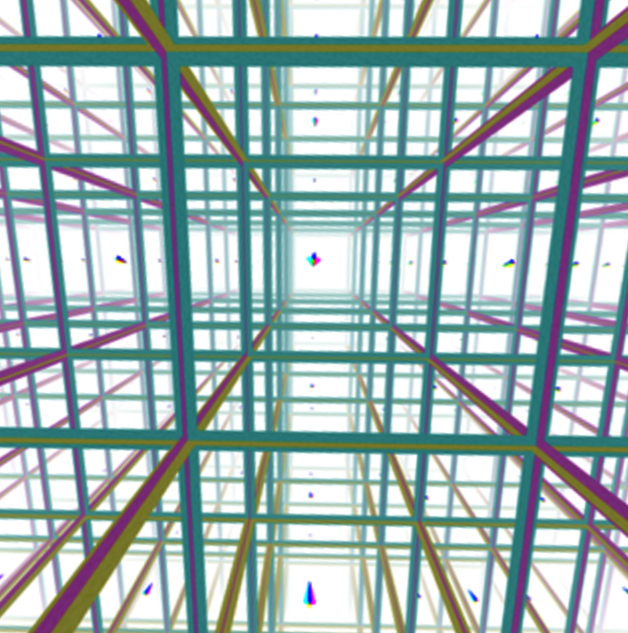
Una vista desde el interior de un Toro-3. Todos los cubos de la imagen son el mismo cubo, ya que la luz se envuelve alrededor de la variedad formando bucles cerrados.

El toro tridimensional, o toro-3, se define como cualquier espacio topológico que sea homeomorfo al producto cartesiano de tres círculos, {\displaystyle \mathbb {T} ^{3}=S^{1}\times S^{1}\times S^{1}.} Por el contrario, el toro habitual es el producto cartesiano de sólo dos círculos.
El 3-torus es una variedad compacta tridimensional sin límite . Se puede obtener "pegando" los tres pares de caras opuestas de un cubo, donde se puede entender intuitivamente que "pegado" significa que cuando una partícula que se mueve en el interior del cubo llega a un punto de una cara, lo atraviesa y parece surgir del punto correspondiente en la cara opuesta, produciendo condiciones de contorno periódicas . Pegar solo un par de caras opuestas produce un toro sólido (vollringe), mientras que pegar dos pares produce el espacio sólido entre dos toros encajados uno dentro de otro.
En 1984, Alexei Starobinsky y Yakov Zeldovich del Instituto Landau de Moscú propusieron un modelo cosmológico en el que la forma del universo es un toro-3. 